# Covergirl (album)
Covergirl è il primo album in studio del gruppo musicale tedesco Groove Coverage, pubblicato nel 2002.

## Tracce
1. Moonlight Shadow (2001) – 2:49
2. Million Tears – 3:12
3. You – 3:32
4. Last Unicorn – 3:54
5. Only Love – 3:28
6. God Is a Girl (Album Version) (2002) – 3:03
7. Little June – 3:37
8. Far Away from Home – 4:18
9. Lullaby for Love –  3:12
10. Moonlight Shadow (Piano) – 4:36
In The Club
11. Beat Just Goes – 3:50
12. Are You Ready (2000) – 9:39
God Is a Girl (Radio Version; traccia nascosta)